# Книга Небесной Коровы
Кни́га Небе́сной Коро́вы (Кни́га Коро́вы, «истребление людей») — мифологическое повествование об истреблении людей, восставших против бога солнца Ра. Божественное наказание было совершено с помощью всевидящего Ока, которое спустилось на землю в образе богини Хатхор (в своей яростной ипостаси сливающейся с Сехмет), после чего страдания и смерть охватили весь мир. Верховный бог Ра, создавший Райские поля и благословивший мёртвых, назначает Геба своим наследником и передаёт бразды правления человечеством в руки Осирису (бог Тот в это время управляет ночным небом) совместно с богами Шу и Хехом, поддерживающими богиню неба Нут. Хотя тексты были написаны в период Нового царства, они, скорее всего, переписывались с текстов, написанных в период Среднего царства.

## Происхождение текстов
Книга Небесной Коровы, возможно, образовалась на основе Текстов пирамид; развитие и популярность она получила в период Нового царства. Скорее всего, идеей книги была попытка объяснить причину смерти и страданий в нашем несовершенном мире. Эта работа рассматривалась как своеобразная форма богооправдания (теодицея), а магические тексты были гарантом восхождения фараона на небеса. По тематическому содержанию в книге просматривается параллель с месопотамскими и библейскими легендами о всемирном потопе, в процессе которого было уничтожено человечество. Некоторые учёные полагают, что источником вдохновения для написания этой работы послужила попытка фараона Эхнатона разрушить старые догматы и религиозные традиции египтян.
Тексты Книги Небесной Коровы вырезаны на стенах гробниц фараонов Нового царства: Сети I, Рамсеса II, Рамсеса III и Рамсеса VI, а также на втором внутреннем ковчеге Тутанхамона.

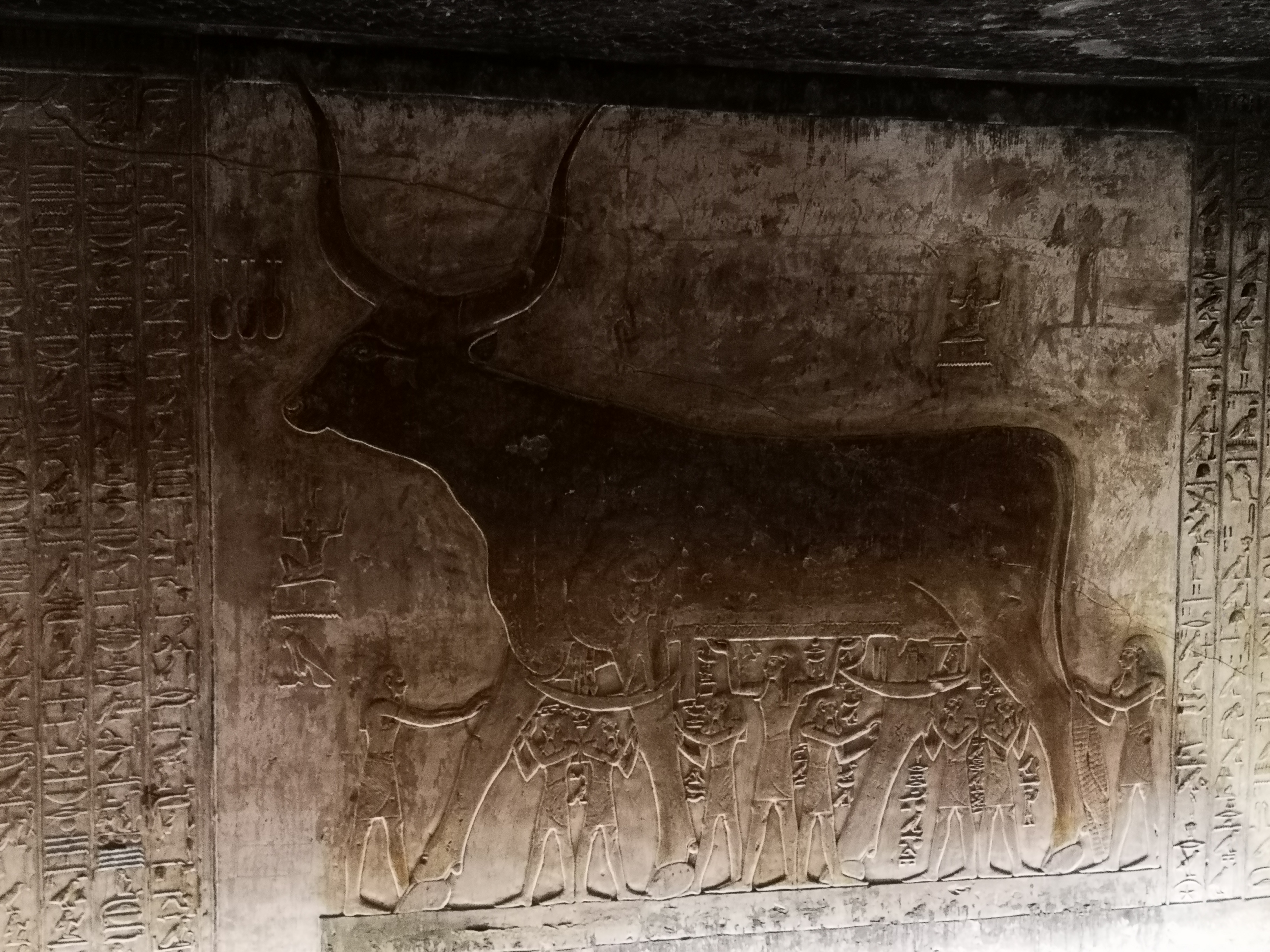
Гробница Сети I (KV17). Изображение небесной коровы рядом с текстом «истребление людей», благодаря которому миф и получил своё название.

## Содержание
Текст разделён надвое, и на одной из половин изображена корова с божествами Хех, поддерживающими её. В текстовой половине нет видимых делений на главы, однако учёные, проанализировавшие весь текст целиком, предполагают, что он разделён на четыре части. В первой части описывается «Уничтожение человечества», в которой люди сговорились против Ра. Посовещавшись с другими богами, Ра принимает решение отправить богиню Хатхор в виде яростного Ока Ра, чтобы та уничтожила мятежников, сея смерть во всём мире. В конечном итоге Ра ужасается зверствам своей посланницы и спасает оставшихся людей, напоив Хатхор пивом, окрашенным веществом «диди», красным минералом под цвет человеческой крови. Остальные части книги посвящены возвращению Ра на небеса. Его свита умирает, чтобы пребывать в подземном мире, окружая души людей.

## Публикации
В 1876 году Эдуар Навилль опубликовал переведённую на французский и английский языки версию Книги Небесной Коровы из гробницы Сети I, в дальнейшем, в 1885 году, им же была опубликована версия из гробницы Рамсеса III. В 1881 году Генрих Бругш опубликовал издание на немецком языке. На русский язык текст переводила М. Э. Матье. Другие переводы были сделаны Чарльзом Майстре в 1941 году, А. Н. Пьянковым в 1952 и Эриком Хорнунгом в 1983 и 1991 годах.